# Saunders Island (Falklandinseln)
Saunders Island (span.: Isla Trinidad) ist die viertgrößte der Falklandinseln. Sie hat eine Größe von 132 km² und liegt nordwestlich von Westfalkland. Sie wird zur Schafzucht genutzt. Die heutige Siedlung auf der Ostseite der Insel heißt Saunders Island Settlement und verfügt über eine Landebahn.

## Geschichte
Ohne sich der Anwesenheit Frankreichs in Port Louis gewahr zu sein, nahm 1765 der britische Kapitän John Byron Saunders Island und andere Inseln des Falkland-Archipels für König Georg III. in Besitz. Im darauffolgenden Jahr gründete er auf Saunders Island den Hafenort Port Egmont. Im gleichen Jahr erwarb Spanien die französische Kolonie und stellte sie 1767 unter eigene Verwaltung.
Während der Falklandkrise besetzte 1770 eine spanische Flottille den Hafen und vertrieb die Briten, was Spanien und Großbritannien einem Krieg näher brachte. Spanien willigte schließlich ein, Port Egmont zu Gunsten der Briten aufzugeben. 1774 gaben die Briten Port Egmont aus wirtschaftlichen Erwägungen auf. Zu jener Zeit hinterließen sie eine Tafel, auf der sie ihre Hoheit über die Falklandinseln aufrechterhalten.

## Fauna
Auf der Insel leben und brüten Felsenpinguine, Eselspinguine, Magellan-Pinguine, Königspinguine, Schwarzbrauenalbatrose und viele andere Vögel.